# 障礙船
19BB 障礙船（英語：Barrior Boat）是一款服役於美國海軍的拖船，主要任務為在海軍大型艦艇以及港口設施周圍部署和維護港口安全圍欄。該船同時也是美國海軍現役最小型的艦艇。該拖船由位於華盛頓州朗維尤的Chuck's Boat and Drive於2002年開始建造，第一艘船於2003年1月交付。
障礙船最初是用來運輸漂浮原木，被水手們暱稱為Boomin Beaver。這種尺寸只有12至16英尺小船被稱為“原木野馬”，因為它們配備了方位驅動裝置，當螺旋槳旋轉180度時，船將會像賽馬一樣直立起來。
19BB配備260馬力的康明斯6BTA 5.9升吊艙式發動機，搭配ZF4:1減速海洋傳動裝置，驅動帶有36英寸噴嘴的常規螺旋槳。L型驅動配置使船隻能在自身長度的1.5倍範圍內轉彎，並能提供7,000到7,500磅的系柱拉力。
聯邦總務署於2006年拍賣了一艘原駐於金斯灣海軍潛艇基地的19BB，而剩餘的19BB仍在波士頓海軍造船廠、基薩普海軍基地、諾福克海軍基地、洛瑪角海軍基地和佐世保海軍基地中服役。

## 相關
1. 1 2  . Marine Link. 20 November 2002  [2024-08-07]. （原始内容存档于2024-08-07）.
2. ↑  Roza, David. . Task & Purpose. 6 October 2020  [2024-08-07]. （原始内容存档于2022-05-29）.
3. 1 2  . GSA Auctions.   [18 February 2022]. （原始内容存档于2024-08-07）.
4. 1 2  Mizokami, Kyle. . Popular Mechanics. 25 August 2020  [2024-08-07]. （原始内容存档于2024-11-24）.
5. ↑  PO3 Palasti, Kyle. . dvids. U.S. Department of Defense. 5 October 2017  [2024-08-07]. （原始内容存档于2022-11-28）.
6. ↑  PO3 Palasti, Kyle. . dvids. U.S. Department of Defense. 5 October 2017  [2024-08-07]. （原始内容存档于2022-11-28）.